# Божо Божовић
Божо Божовић (Рогами, код Подгорице, 13. јул 1911 — Београд, 3. фебруар 1993), учесник Народноослободилачке борбе, генерал-потпуковник ЈНА и народни херој Југославије.

## Биографија
Родио се 13. јула 1911. године у селу Рогами код Подгорице. Завршио је трговачку академију у Подгорици, након чега се запослио као чиновник у суду. Учествовао је у припреми устанка у Црној Гори, а примљен је у КПЈ у августу 1941. године. У време Пљеваљске битке командовао је четом. Када је формирана Прва пролетерска ударна бригада Божо је постављен за командира чете у 2. батаљону. Његова чета се истакла у борбама у источној Босни, Црној Гори, Херцеговини, на прузи Мостар − Сарајево, на Дувну и другим бојиштима. Нарочито се истакао у борби за Ливно када је његова чета пробила непријатељску одбрану и заузела неколико упоришта, док други батаљони нису имали успеха.
У новембру 1942. године постављен је за команданта 2. батаљона 1. пролетерске бригаде. Батаљон је водио у борбама за Јајце, Котор Варош, Теслић, Иван седло, Раштелицу, Главатичево и Калиновик. У борбама на Дрини успео је одржати мостобран и одбио нападе четника. За време Пете непријатељске офазиве његов батаљон водио је тешке борбе са Немцима код Мојковца. Затим су се у бици на Сутјесци борили против 118. дивизије како би спасили болницу.
Од априла 1944. године па до краја рата командовао је 26. далматинском дивизијом и са њом ослободио острва, Мостар, Книн, Ријеку, али и пробио непријатењску линију код Илирске Бистрице. Након завршетка рата похађао је Вишу војну школу „Ворошилов” у Совјетском Савезу. Остао је у војсци након рата и био на одговорним дужностима. Пензионисан је 1965. године у чин генерал-потпуковника.
Указом председника ФНР Југославије Јосипа Броза Тита, 20. јула 1953. године, проглашен је за народног хероја. Одликован је и Орденом ратне заставе, Орденом партизанске звезде са златним венцем и др.